# D. M. Marshman, Jr.
Donald McGill Marshman, Jr. (* 21. Dezember 1922 in Cleveland, Ohio; † 17. September 2015 in Stamford, Connecticut) war ein US-amerikanischer Drehbuchautor, der den Oscar für das beste Originaldrehbuch erhielt.

## Leben
Marshman hatte bereits mit seinem Debüt, dem Drehbuch zur sarkastischen Tragödie Boulevard der Dämmerung (1950) von Billy Wilder, großen Erfolg. Hierfür erhielt er nicht nur zusammen mit Billy Wilder und Charles Brackett bei der Oscarverleihung 1951 den Oscar für das beste Originaldrehbuch, sondern auch den Preis der Writers Guild of America (WGA Award) für das bestgeschriebene Drama sowie eine Nominierung für den Golden Globe in der Kategorie bestes Filmdrehbuch.
Neben den Drehbüchern zu den Filmen Taxi (1953) von Gregory Ratoff, hierbei in Zusammenarbeit mit Daniel Fuchs, und Mörder ohne Maske (1953) von Rudolph Maté schrieb er unter dem Titel Sunset Boulevard auch Adaptionen des Drehbuchs von Boulevard der Dämmerung für Fernsehserien.
Donald McGill Marshman, Jr. starb am 17. September 2015 im Alter von 92 Jahren im Stamford Hospital in Connecticut.